# Goran Klemenčič
Goran Klemenčič, slovenski pravnik in politik, * 28. maj 1972, Kranj.

## Življenje in delo
Otroštvo je preživel v Žireh, kjer je tudi končal osnovno šolo. Še kot osnovnošolec je pisal recenzije računalniških iger. Srednjo šolo je opravil v kranjski gimnaziji - smer računalništvo. Že tedaj je dobro obvladal računalniško programiranje, saj sta s kolegom ustvarila računalniško igro The President, ki sta jo uspešno prodala v Švico. Tudi prvi zasloni na dotik v preddverju Cankarjevega doma, ki so obiskovalcem podajali osnovne informacije, so delovali na osnovi njegovega programa. Ker je želel postati kriminalist, se je nato vpisal na študij prava. Diplomiral je leta 1996 na Pravni fakulteti v Ljubljani ter 1997 magistriral na Harvard Law School. Ta študij si je plačal z denarjem, zasluženim z računalniškim programiranjem.
Prvič se je zaposlil leta 1996 kot asistent na ljubljanski pravni fakulteti. Nato je kot svetovalec zapored služboval pri ministrih Mirku Bandlju, Borutu Šukljetu in Petru Jambreku. Med letoma 2001 in 2003 je delal kot svetovalec Sveta Evrope. Leta 2003 se je zaposlil kot predavatelj kazenskega prava, policijskih pooblastil in človekovih pravic na Fakulteti za varnostne vede v Ljubljani. Med 22. novembrom 2008 in 1. junijem 2010 je bil državni sekretar na notranjem ministrstvu. Septembra 2010 pa ga je predsednik Republike Slovenije Danilo Türk za dobo šestih let imenoval za predsednika Komisije za preprečevanje korupcije.
18. septembra 2014 ga je Državni zbor Republike Slovenije potrdil za ministra za pravosodje v vladi Mira Cerarja.

## Nagrade
- Ime leta 2013 - Val 202